# Juan Ramírez Canchari
Juan de Dios Ramírez Canchari (Nazca, Ica, 24 de junio de 1951) es un político peruano. Fue ministro de Trabajo del Perú durante el gobierno de Alejandro Toledo, desde enero hasta febrero del 2004, y congresista de la república por la región Ica en dos periodos consecutivos.

## Biografía
Nació en la ciudad de Nazca, ubicado en Ica, el 24 de junio de 1951. Es hijo de Nemesio Ramírez Gutiérrez y de Isabel Canchari Meza.
Cursó sus estudios primarios y secundarios en su ciudad natal. Se desempeñó como sindicalista y fue secretario del Sindicato de Obreros Mineros de Hierro Perú, así como de la Federación Nacional de Trabajadores Mineros, Metalúrgicos y Siderúrgicos del Perú.

## Carrera política
Incursionó en el ámbito político como candidato al Congreso de la República por el Frente Independiente Moralizador en las elecciones parlamentarias del año 1995, sin embargo, no resultó elegido.

### Congresista de la República
En el año 1999, Ramírez se afilió al partido Perú Posible de Alejandro Toledo y luego postuló nuevamente al Congreso de la República en las elecciones parlamentarias del año 2000, resultando elegido como congresista de la república con 21,601 votos y juramentado para el periodo parlamentario 2000-2005.
Durante este periodo, fue parte de la oposición al régimen dictatorial de Alberto Fujimori y en el día su tercera toma de mando, se retiró junto con los demás congresistas opositores del hemiciclo para luego participar en la Marcha de los Cuatro Suyos encabezada por Alejandro Toledo. 
En noviembre del 2000, tras la publicación de los “Vladivideos” y la renuncia de Alberto Fujimori a la presidencia de la república mediante un fax desde Japón, su cargo parlamentario fue reducido hasta julio del 2001 donde se convocaron a nuevas elecciones. Ramírez intentó nuevamente ser reelegido como congresista y postuló representando a su natal Ica en las elecciones del 2001. Logró obtener 26,938 votos y fue juramentado para el periodo 2001-2006.
Durante su labor parlamentaria, fue presidente de la Comisión de Trabajo (2003-2004) y participó en la formulación de 161 proyectos de ley.

### Ministro de Trabajo
El 5 de enero del 2004, Juan Ramírez Canchari fue nombrado como ministro de Trabajo y Promoción del Empleo por el presidente Alejandro Toledo, en reemplazo de Jesús Alvarado Hidalgo. Sin embargo, Ramírez permaneció en el cargo hasta el 16 de febrero del mismo año, donde luego fue reemplazado por Javier Neves Mujica. Su breve paso por el MTPE se debió a la crisis del gabinete ministerial encabezado por Carlos Ferrero Costa, quien renunció por su oposición a la designación de Fernando Olivera como canciller.
Tras culminar su labor congresal, Ramírez intentó nuevamente su reelección en las elecciones parlamentarias del año 2006, sin embargo, no resultó reelegido. De igual manera en las elecciones del 2011 y en las elecciones del 2016.
Postuló también a la presidencia del Gobierno Regional de Ica en las elecciones del 2006 y en las elecciones del 2014.
En el 2023 reapareció en el ámbito político ante la extradición contra Alejandro Toledo tras ser investigado por el Caso Odebrecht.

## Controversias
En el año 2004, Juan Ramírez Canchari se vio envuelto en polémicas tras enfrentar una denuncia por no haber reconocido a una de sus hijas. Tras esto, Ramírez se vio obligado a confirmar la paternidad pese a que su hija ya era mayor de edad.